# Plastunowskaja
Plastunowskaja (russisch Пластуно́вская) ist eine Staniza in der Region Krasnodar in Russland mit 10.264 Einwohnern (Stand 14. Oktober 2010).

## Geographie

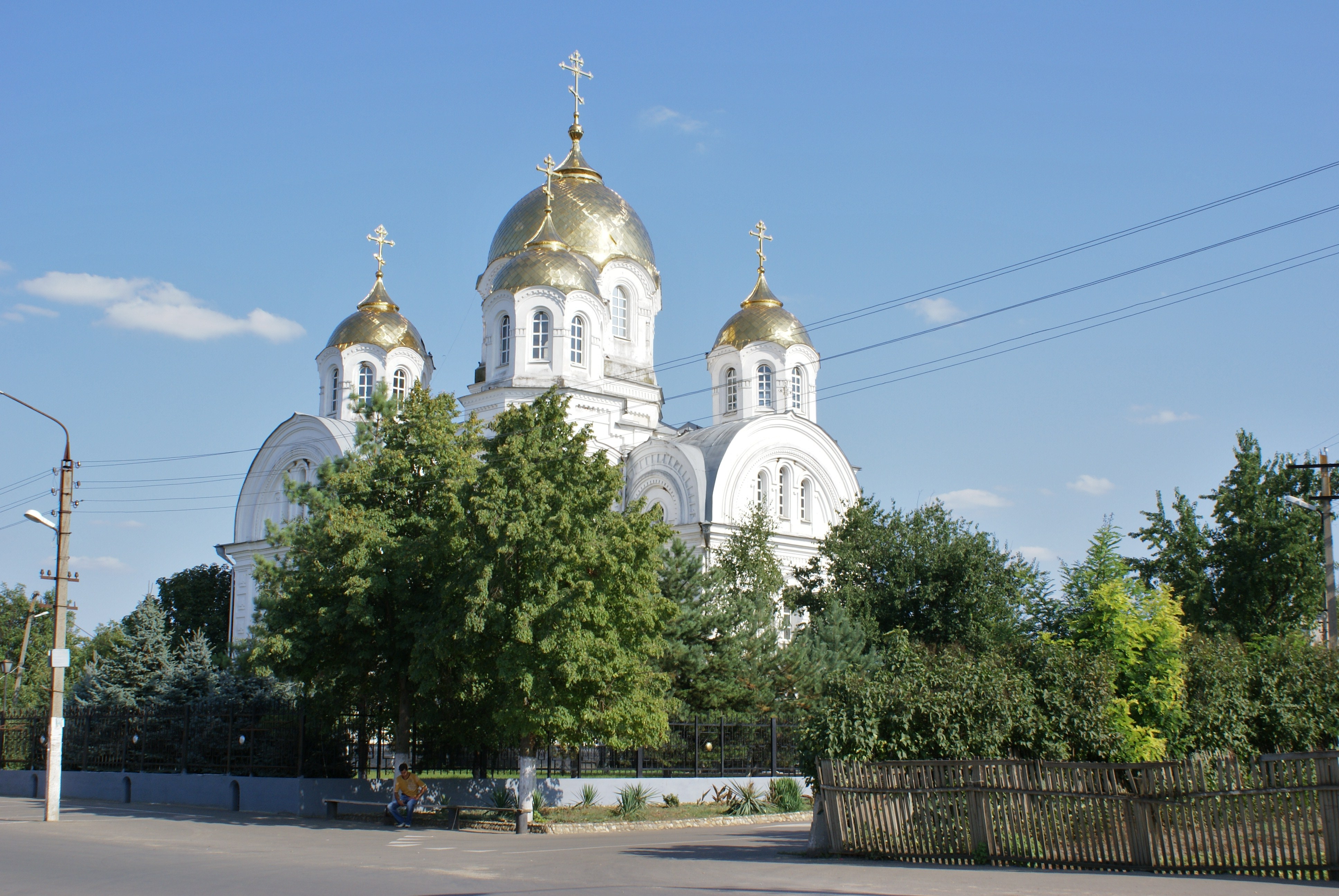
Auferstehungskirche in Plastunowskaja, erbaut 1896

Der Ort liegt knapp 40 km Luftlinie nordöstlich des Regionsverwaltungszentrums Krasnodar am rechten Ufer des Flüsschens Tretja retschka Kotschety, des rechten Quellflusses des Kirpili-Nebenflusses Kotschety.
Plastunowskaja gehört zum Rajon Dinskoi und befindet sich knapp 10 km nordnordöstlich von dessen Verwaltungszentrum Dinskaja. Die Staniza ist Sitz und einzige Ortschaft der Landgemeinde Plastunowskoje selskoje posselenije.

## Geschichte
Plastunowskaja ist eine der ersten 40 1794 im Kuban-Gebiet zunächst als kosakische Kurinsiedlungen gegründeten Stanizen. Sie befand sich zunächst etwa 30 km südlich, am rechten Ufer des Kuban westlich von Starokorsunskaja, bis sie 1814 an die heutige Stelle verlegt wurde. Der Name leitet sich von plastun ab, ursprünglich Bezeichnung für kosakische Späher, später auch allgemeiner kosakischer Dienstgrad. 1842 wurde der Status einer Staniza verliehen. Sie gehörte zunächst zur Abteilung (otdel) Jekaterinodar (heute Krasnodar) der Oblast Kuban.
Am 31. Januar 1934 wurde die Staniza Verwaltungssitz des nach ihr benannten Plastunowski rajon. Allerdings wurde die Verwaltung bereits am 21. Februar 1935 nach Dinskaja verlegt. Der Rajon behielt aber seine Bezeichnung bis zum 26. Mai 1961, als die Umbenennung in Dinskoi rajon erfolgte.

### Bevölkerungsentwicklung
| Jahr | Einwohner |
| ---- | --------- |
| 1939 | 7.744     |
| 1959 | 7.315     |
| 1979 | 8.301     |
| 2002 | 9.481     |
| 2010 | 10.264    |

Anmerkung: Volkszählungsdaten

## Verkehr
Am westlichen Ortsrand von Plastunowskaja verläuft die föderale Fernstraße M4 von Moskau über Rostow am Don und Krasnodar nach Noworossijsk. Dort zweigt die am nördlichen Ortsrand vorbeiführende Regionalstraße 03K-050 nach Woroneschskaja am Kuban ab.
Am östlichen Ortsrand liegt die gleichnamige Station an der 1888 eröffneten und seit 2000 elektrifizierten Bahnstrecke Tichorezkaja – Krasnodar (Streckenkilometer 632 ab Wolgograd).

## Persönlichkeiten
- Alexei Kondratenko (* 1969), Politiker und Mitglied des Föderationsrates seit 2015
- Nikolai Komlitschenko (* 1995), Fußballspieler